# Paracrocodylomorpha
Paracrocodylomorpha — клада псевдозухієвих архозаврів. Клада включає різноманітну та незвичайну групу Poposauroidea, а також загалом хижих і чотириногих представників Loricata, включаючи сучасних крокодилів. Назва Paracrocodylomorpha була названа палеонтологом Дж. Майклом Перрішем у 1993 році, хоча зараз вважається, що ця група охоплює більше рептилій, ніж передбачалося в його початковому визначенні. Останнє визначення Paracrocodylomorpha, як визначено Стерлінгом Несбіттом у 2011 році, є «найменш інклюзивною кладою, що містить Poposaurus і Crocodylus niloticus (нільський крокодил).